# Kuti-tó
A Kuti-tó (horvátul: Kuti jezero, Đuvelek) egy kriptodepresszió Horvátországban, Dalmácia déli részén, Dubrovnik-Neretva megyében.

## Leírása
Opuzentől 6 km-re délkeletre, Badžula település közelében fekszik, területe 1,3 km². Hossza 2,4 km és legfeljebb 0,9 km széles. A tenger szintjén fekszik (kriptodepresszió). Átlagos mélysége 1,3 m, maximális mélysége 4,6 m. A keleti parton több forrásból nyeri a vizét. A Neretvával a Crna rijeka és a Mislina folyók kötik össze. Vízszintjét az Adriai-tenger árapályai is befolyásolják. Alacsony vízállás esetén (nyár) egy szigetecske jelenik meg a tó közepén.
A tó különleges madártani rezervátum. A Horvát Köztársaság kormányának 2020. augusztus 20-i rendelete nyilvánította védetté, mint különleges ornitológiai rezervátumot. A rezervátum magában foglalja a Kuti-tavat és a tó menti vizes élőhelyeket. A rezervátum területén különféle vizes élőhelyeket alakítottak ki. Területe különösen fontos a vizimadarak fészkelő populációjának és az adriai vándorlási útvonalon vándorló madarak populációjának megőrzése szempontjából.

## Fordítás
Ez a szócikk részben vagy egészben  a   Kuti (jezero) című horvát Wikipédia-szócikk ezen változatának fordításán alapul.  Az eredeti cikk szerkesztőit annak laptörténete sorolja fel. Ez a jelzés csupán a megfogalmazás eredetét és a szerzői jogokat jelzi, nem szolgál a cikkben szereplő információk forrásmegjelöléseként.